# رموز القطبية

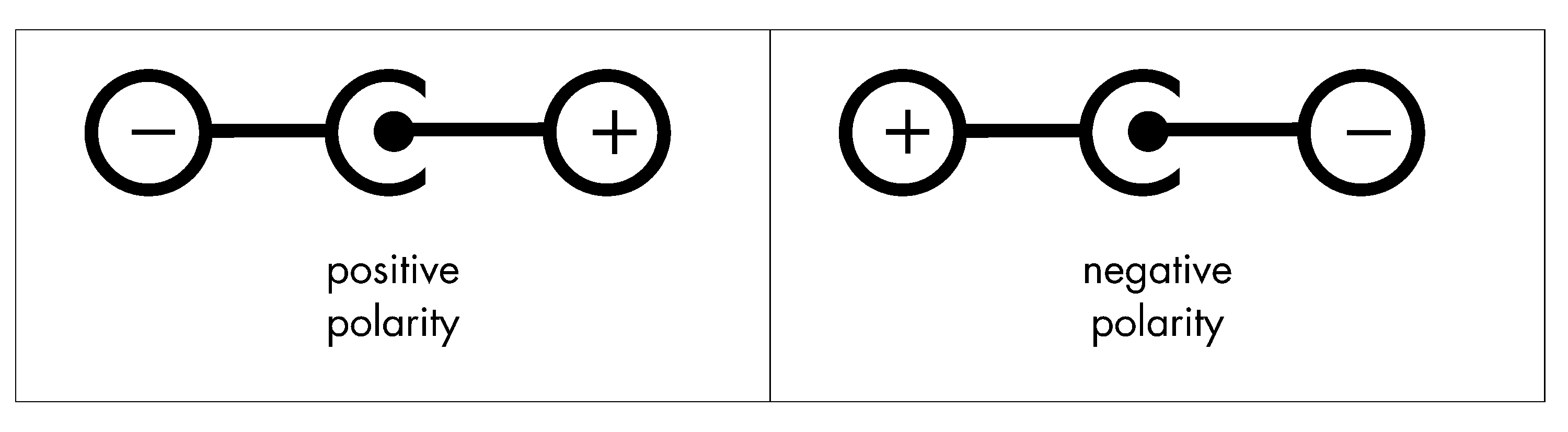
رسم تخطيطي يوضح قطبية الطرف الموجب على اليسار وقطبية الطرف السالب على اليمين.
لقراءة الرسم البياني: يشير الرسم الموجب على ناحية اليسار إلى أن مركز (طرف) القابس موجب (+) وأن أسطوانة القابس سالبة (-). وتستخدم بعض المحوّلات المتعددة "الطرف" لتُشير إلى المركز، ولكنها لا توفر توضيحًا بأن الطرف يشير إلى المركز.

تستخدم العديد من الأجهزة الكهربائية قوة التيار المستمر (DC)، والتي تنتج غالبًا عن طريق تمرير تيار متردد (AC) في محول تيار مستمر. ويجب أن تتطابق قطبية سلك المُحول مع قطبية الجهاز؛ أي يجب أن تقترن الوصلة الموجبة في القابس بالوصلة الموجبة في المقبس، وتقترن الوصلة السالبة في القابس بالوصلة السالبة في المقبس. وبسبب عدم وجود معايير موحدة لهذه القوابس، تتم طباعة رمز القطبية على الغلاف حتى يشير إلى نوع القابس المطلوب.
يتكون الرمز الذي يدل على قطبية الجهاز أو المُحول عادة ًمن نقطة سوداء وخط يشير إلى اليمين ودائرة مكسورة (مثل حرف "C") تحيط بالنقطة وخط يشير إلى اليسار. وفي نهايات الخطوط التي تشير إلى اليمين واليسار يوجد علامة زائد (+)، وتعني موجبًا، وعلامة ناقص (-)، وتعني سالبًا.
يدل الرمز المتصل بالنقطة (عادةً ما يوجد الرمز ناحية اليمين) على قطبية الجهاز أو المُحوّل. ولذلك، يُقال إن الجهاز الذي به علامة الزائد في نهاية الخط القادم من نقطة المركز يكون «موجب القطبية» ويتطلب محولاً موجب القطبية. أما الجهاز الذي به علامة ناقص في نهاية الخط القادم من نقطة المركز فيكون «سالب القطبية» ويتطلب مُحوّلاً سالب القطبية.
إيجابي المركز.

رمز الإيجابي المركز

يشير إلى أن أن مركز (طرف) قابس المخرج موجب (+)
أما أسطوانة قابس المخرج فتكون سالبة (-).

سالب المركز.

رمز سالب المركز

يشير إلى أن مركز (طرف) قابس المخرج سالب (-)
أما أسطوانة قابس المخرج فتكون موجبة (+).

## وصلات خارجية
Examples of this symbol may be found at the following sites. The first two show the symbol and more or less state the obvious about its relation to the sockets and plugs of devices and adapters. The third shows the symbol and specifies which arrangement of the plus and minus signs constitutes which polarity.
- http://www.accesscomms.com.au/reference/polarity.htm
- http://www.stagebeat.co.uk/index.php?page_id=30006